# Javier Valdivia
Javier Valdivia (4 de desembre de 1941) és un exfutbolista mexicà.

## Selecció de Mèxic
Va formar part de l'equip mexicà a la Copa del Món de 1970.
Fou jugador del CD Guadalajara.